# کنفرانس اوساکا در سال ۱۸۷۵

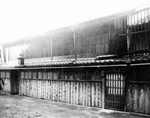
محل انجام کنفرانس

کنفرانس اوساکا در سال ۱۸۷۵ (به ژاپنی: 大阪会議 Osaka Kaigi) جلسه ای بود که توسط رهبران اصلی اصلاحات میجی در اوساکا، ژاپن از ژانویه تا فوریه ۱۸۷۵ برگزار شد و به بحث در مورد تشکیل مجمع نمایندگان پرداخت.